# Reginald Czermack

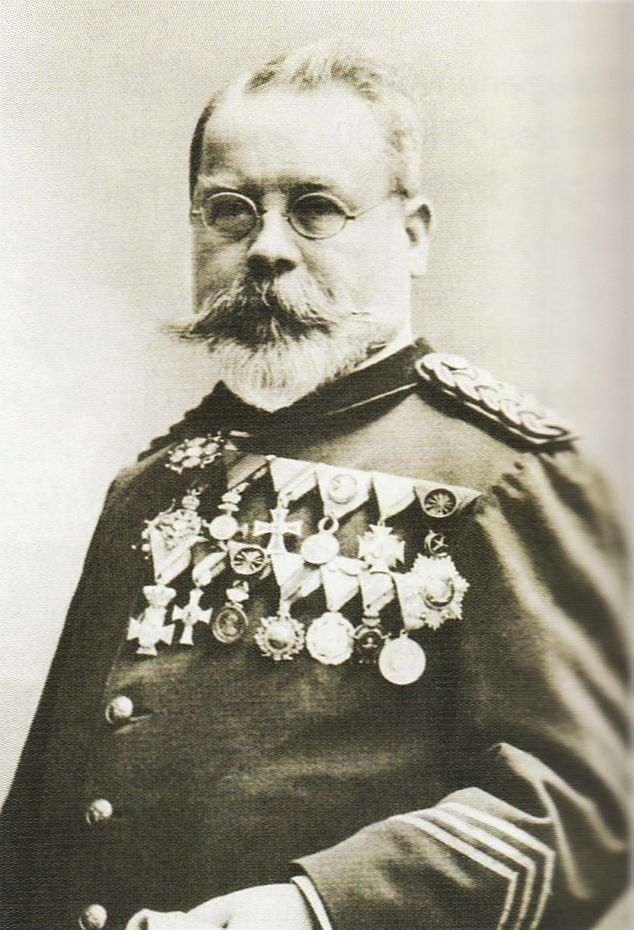
Reginald Czermack, österreichischer Unternehmer und Feuerwehrpionier mit mehreren Auszeichnungen am Dreiecksband.

Reginald Johann Alois Czermack (* 4. März 1847 in Prag als Reginald Cžermák ; † 3. März 1929 in Graupen) war ein österreichischer Unternehmer und Feuerwehrpionier.

## Leben und Wirken
Reginald Czermack wurde im März 1847 in Prag als Sohn des Aloys Czermak (* 1814), Sekretär an der Akademie der bildenden Künste und dessen Frau Josepha Krežmarž (* 1827) geboren. Er kam als Jugendlicher von Prag nach Teplitz und begann im Jahr 1868 mit dem Bau von Feuerspritzen. Im Jahr 1879 baute er in der Feuerwehr-Straße in Teplitz eine Fabrik auf, die zu einer der größten auf dem Gebiet in Österreich-Ungarn zählte.
Gleichzeitig unterstützte er in zahlreichen Orten die Gründung neuer Feuerwehren, die er dann auch mit seinen Geräten ausstatten konnte.
Seine Bedeutung liegt aber auch in seiner Tätigkeit in übergeordneten Ebenen. Er gilt als der Gründungsvater des Österreichischen Bundesfeuerwehrbandes, indem er alle Landesfeuerwehrverbände der österreichischen Hälfte der Monarchie vereint hatte. Als Obmann des damaligen Ständigen Österreichischen Feuerwehrausschusses war er auch bei den Gründern des CTIF, dem Internationales technisches Komitee für vorbeugenden Brandschutz und Feuerlöschwesen.
Außerdem war er ein Verfechter der Vereinigung der Aufgaben Brandschutz und Sanitätsdienst, sodass die verschiedenen Abkommen mit dem Roten Kreuz in seiner Zeit dazu führten, dass im ganzen damaligen Österreich die Feuerwehr auch die Sanitätsdienste und Verletztentransporte durchführte. Während des Ersten Weltkrieges hatte er dadurch die komplette Transportorganisation von Kriegsopfern der gesamten Monarchie über. Siehe auch: Geschichte des Sanitätswesens bei den österreichischen Feuerwehren
Sämtliche Funktionen bei der Feuerwehr und im Sanitätsdienst führte er ehrenamtlich aus. Teilweise konnte er auf Ressourcen im eigenen Unternehmen zurückgreifen. 1915 übergab er sein Unternehmen an seine Söhne und zog selbst nach Wien um seiner Tätigkeit leichter nachkommen zu können. Er war Kaiser Franz Joseph immer sehr loyal. Im Krieg zeichnete er noch mit seinem Vermögen Kriegsanleihen, die am Ende des Krieges wertlos waren und so verarmte er.
Nach dem Ersten Weltkrieg kehrte er aus Wien nach Teplitz zurück und zog sich nach Graupen in eine Villa zurück. Enttäuscht vom tschechoslowakischen Staat, der alle alten Verbindungen zwischen den österreichischen und tschechischen Feuerwehren untersagte, nahm er den Doppelnamen seines Vaters Alois Czermack-Warteck, um seine deutsche Abstammung zu unterstreichen, an. Von österreichischer Seite wurde er beim neu gegründeten Österreichischen Bundesfeuerwehrverband als Ehrenpräsident ernannt.
In der Zeitschrift der Brandschutz im Jahr 1921 schrieb Czermack in einem Artikel, in dem sein eigener Charakter am besten selbst beschrieben wird:

„Der Krieg ist beendet! - Ob die früheren Feinde jetzt wieder ohne weiteres wieder Freunde werden können, begegnet trotz Friedensschluss einigen Zweifel, da zu viel des Schmerzes dazwischenliegt. Es jedoch bloß der Zeit zu überlassen, geschlagene Wunden zu heilen, kann auf allen Gebieten des menschlichen Erlebens nicht gutgeheißen werden, am allerwenigsten auf dem Gebiete der Menschlichkeit und der Barmherzigkeit. ..Auch zur Zeit des tobenden Kampfes wurde erbarmender Menschenliebe gedacht und auf diesem Gebiete gewiss in hervorragender Weise durch Österreich! Kein anderer Staatsverband des Feuerwehr- und Rettungswesens hat eine Organisation werktätiger Menschenliebe der gleichen Art aufzuweisen, wie dies in Österreich der Fall ist. ...De Erfolg meiner Organisation, die nur dadurch von Erfolg gekrönt werden konnte, dass alle Teilnehmer vom Gefühl der Menschenliebe beherrscht und darin einig waren, zu helfen, wo Hilfe nötig ist, gleichgültig, ob es dem Freunde oder dem Feinde galt! Dieser Samaritergedanke soll nun nach Kriegsende der vorherrschende sein und in diesem Gedanken kann auch wieder eine Annäherung der Feuerwehren der ganzen welt trotz früherer Feindschaft, erfolgen, die alte Kameradschaft erneuert und der Gedanke, der in der Schaffung des internationalen Feuerwehrausschusses lag, fortgesponnen werden.“

Neben diesen Tätigkeiten fand er auch noch Zeit, in Teplitz eine Sektion des Deutschen Alpenvereins im Jahr 1886 zu gründen. Seine Aktivität kann man ersehen, dass die Sektion bereits nach einem Jahr 100 Mitglieder aufwies. Auf seine Anregung wurde auch auf dem Milešovka (Donnersberg) auf einer Höhe von 835 Meter im Jahr 1904 eine meteorologische Warte, die Donnersbergwarte, die noch heute von Mitarbeitern des „Oddělení meteorologie“ betrieben wird.

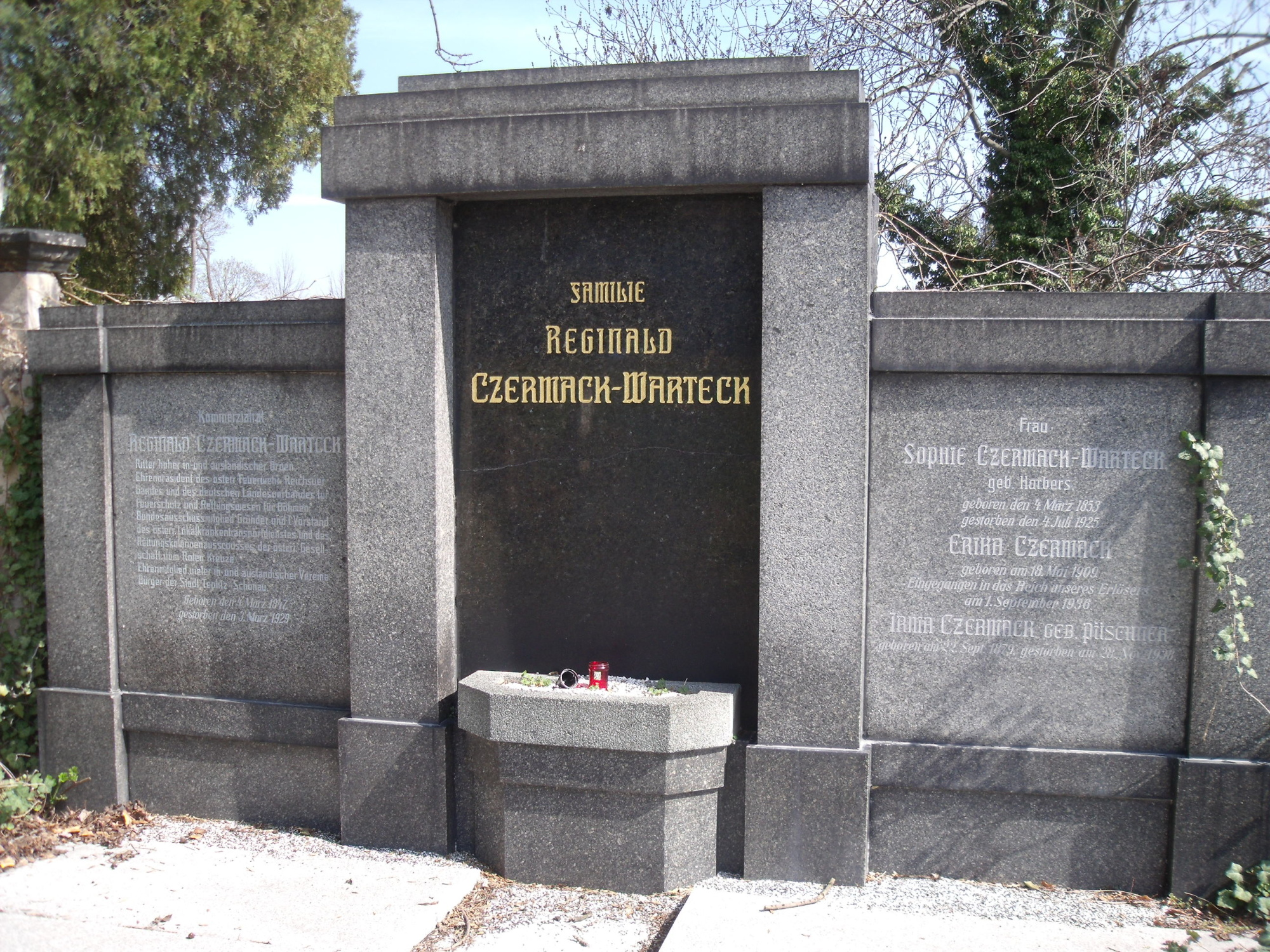
Grab in Teplice

Am 3. März 1929 starb Czermack auf seinem Schlösschen in Graupen. Begraben ist er auf dem aufgelassenen Evangelischen Friedhof in Teplitz. Das Grab wurde erst 1990 wiederentdeckt und durch den ÖBFV wieder etwas renoviert.

## Werke
- Zehn Jahre Feuerwehr-Verbandswesen in Böhmen und Feuerwehr-Landes-Central-Verband für Böhmen vom Jahre 1885 bis Zum Jahre 1888, 1888
- Vorträge des zweiten Feuerwehr-Fachkurses des Feuerwehr-Landes-Centralverbandes für Böhmen in Teplitz 1896, 1898
- Oesterreichs Feuerwehr- und Rettungswesen am Anfang des XX. Jahrhunderts, 1903
- Oesterreichs Feuerwehr- und Rettungswesen am Anfang des 20. Jahrhunderts, 1904

## Auszeichnungen
- Goldenes Verdienstkreuz mit der Krone, 1889
- Ritterkreuz II. Klasse des Albrechts-Ordens, 1889
- Goldene Medaille der königlich belgischen Rettungsgesellschaft, 1890
- Marianerkreuz des Deutschen Ritterordens, 1894
- k. k. Kommerzialrat, 1894
- Offizier des Mecidiye-Ordens, vor 1896
- Ritter IV. Klasse des Verdienstordens vom Heiligen Michael, vor 1896
- Ritterkreuz des Franz Joseph-Ordens, 1898
- Französische Médaille d’honneur pour acte de courage et de dévouement in Gold, 1900
- Ehrenpräsident des Feuerwehr-Reichsverbandes, 1902
- Ehrenpräsident des Deutschen Feuerwehr-Landesverbandes für Böhmen, 1906
- Ehrenmitglied des Deutschen Reichs-Feuerwehr-Verbandes, 1912
- zahlreiche weitere Ehrenmitgliedschaften (auch ausländischer Feuerwehrverbände)
- 1900 bereits über 100 staatliche und industrielle Firmenauszeichnungen (Preise, Pokale, Medaillen bei Ausstellungen etc.)[1]